# Complexe alpha-cétoglutarate déshydrogénase
Le complexe α-cétoglutarate déshydrogénase, également appelé complexe oxoglutarate déshydrogénase (OGDC), est l'association de trois enzymes — une décarboxylase, une acyltransférase et une oxydo-réductase — agissant séquentiellement dans cet ordre pour catalyser la réaction :
|                 | + CoA-SH + NAD+ → NADH + CO2 + |
| α-Cétoglutarate | Succinyl-CoA                   |
Ce complexe enzymatique intervient dans trois voies métaboliques : le cycle de Krebs, la dégradation de la lysine et le métabolisme du tryptophane. Il est structurellement apparenté au complexe pyruvate déshydrogénase et au complexe 3-méthyl-2-oxobutanoate déshydrogénase. Les trois enzymes constituant le complexe sont les suivantes :
| Enzyme                                                               | Abrév. | Cofacteurs                                                                  |
|                                                                      |        |                                                                             |
| α-Cétoglutarate déshydrogénase EC 1.2.4.2 : décarboxylase            | E1     | Thiamine pyrophosphate (TPP)                                                |
| Dihydrolipoamide S-succinyltransférase EC 2.3.1.61 : acyltransférase | E2     | Lipoamide / dihydrolipoamide Coenzyme A (CoA-SH)                            |
| Dihydrolipoyl déshydrogénase EC 1.8.1.4 : oxydo-réductase            | E3     | Flavine adénine dinucléotide (FAD) Nicotinamide adénine dinucléotide (NAD+) |

Le mécanisme de cette réaction, qui fait intervenir successivement les enzymes E1, E2 et E3, chacune avec ses cofacteurs, est assez complexe, et peut être résumé par le schéma simplifié ci-dessous :

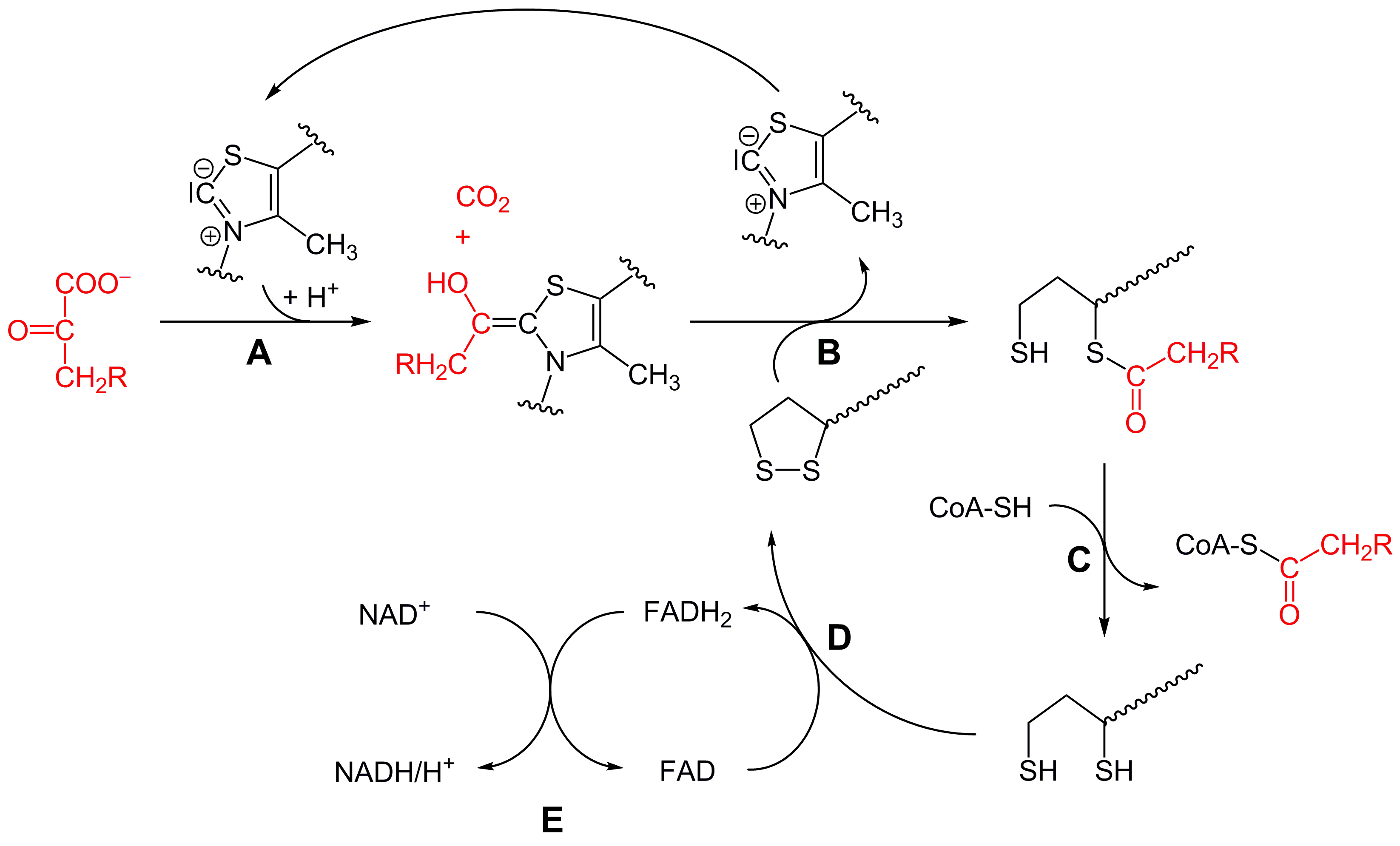
Mécanisme réactionnel du complexe α-cétoglutarate déshydrogénase (R = sur ce schéma) :
- l'α-cétoglutarate déshydrogénase (E1) catalyse les étapes A et B avec la thiamine pyrophosphate (TPP),
- la dihydrolipoamide S-succinyltransférase (E2) catalyse l'étape C avec le lipoamide et la coenzyme A (CoA-SH),
- la dihydrolipoyl déshydrogénase (E3) catalyse les étapes D et E avec le FAD et le NAD^{+}.

## Régulation
Le complexe α-cétoglutarate déshydrogénase est un point de régulation essentiel du cycle de Krebs. Il est inhibé par ses produits de réaction, c'est-à-dire par la succinyl-CoA et le NADH, et lorsque la charge énergétique de la cellule est élevée. En particulier, il est inhibé lorsque les ratios de concentrations [ATP] / [ADP], [NADH] / [NAD+] et [succinyl-CoA] / [CoA] sont élevés. A contrario, l'ADP et les cations de magnésium Mg2+ et de calcium Ca2+ sont des activateurs allostériques du complexe. Ces effecteurs allostériques agissent essentiellement sur l'enzyme E1, c'est-à-dire l'α-cétoglutarate déshydrogénase elle-même, mais les deux autres enzymes sont également susceptibles de régulation allostérique.
La régulation du complexe α-cétoglutarate déshydrogénase agit par ricochet sur la phosphorylation oxydative et la production d'ATP en modulant la quantité de coenzymes réduites, et notamment de NADH, présentes dans les cellules, et, plus précisément, dans les mitochondries chez les eucaryotes : l'activation du complexe α-cétoglutarate déshydrogénase accélère la phosphorylation oxydative et accroît la production d'ATP en augmentant le flux d'électrons injectés dans la chaîne respiratoire à partir du NADH.
En activant la chaîne respiratoire, le complexe α-cétoglutarate déshydrogénase accroît la production de radicaux libres, ce qui peut conduire au stress oxydant. Ce complexe enzymatique est vraisemblablement capable de réagir à l'augmentation des radicaux libres dans la cellule en réduisant son activité, ce qui permet de limiter les dommages induits par les dérivés réactifs de l'oxygène. Plus précisément, il peut subir une inhibition entièrement réversible en présence d'une forte concentration de radicaux libres, inhibition qui peut être totale dans les cas extrêmes. On pense que l'inhibition transitoire du complexe mitochondrial provient de la glutathionylation (en) réversible du domaine de liaison à l'acide lipoïque de l'enzyme E2, c'est-à-dire de la dihydrolipoamide S-succinyltransférase. La glutathionylation est une modification post-traductionnelle qui survient notamment en présence de radicaux libres et peut être levée sous l'effet antioxydant de la glutarédoxine. Cette modification a pour effet de protéger l'acide lipoïque de l'oxydation.

### Réponse au stress
Le complexe α-cétoglutarate déshydrogénase joue un rôle dans la réponse cellulaire à l'exposition aiguë au stress. Son inhibition temporaire est en effet suivie d'un surcroît d'activité lorsqu'elle est levée, ce qui permet de compenser après-coup l'exposition à un stress aigu par une suractivité du complexe α-cétoglutarate déshydrogénase.
Les effets d'une exposition aiguë au stress sont généralement mieux tolérés par les cellules que ceux d'une exposition prolongée ou chronique, lorsque ces effets s'accumulent. La réactivation du complexe α-cétoglutarate déshydrogénase suivant une inhibition due au stress peut s'épuiser lorsque l'inhibition devient trop importante. En particulier, le stress cellulaire peut conduire à un dérèglement de la biosynthèse du glutamate, qui, outre son rôle structurel comme acide aminé protéinogène, est également un neurotransmetteur. La neurotoxicité du glutamate dans le cerveau résulte de son accumulation à la suite d'épisodes de stress trop fréquents ou trop prolongés. Cette accumulation ne peut être résorbée lorsque la réaction du complexe α-cétoglutarate déshydrogénase cesse d'être efficace, et c'est là que les pathologies peuvent se développer.
Une complexe α-cétoglutarate déshydrogénase défectueux peut également sensibiliser la cellule à d'autres toxines susceptibles d'entraîner une neurodégénérescence.

## Pathologie
Dans la maladie métabolique de l'acidurie combinée malonique et méthylmalonique (CMAMMA) due à un déficit en ACSF3, la synthèse mitochondriale des acides gras (mtFASII) est altérée, ce qui constitue la réaction précurseur de la biosynthèse de l'acide lipoïque,. Il en résulte un degré de lipoylation réduit d'enzymes mitochondriales importantes, telles que le complexe α-cétoglutarate déshydrogénase.